# رمضان‌آباد
رمضان‌آباد (دلفان)، روستایی است از توابع بخش مرکزی شهرستان دلفان در استان لرستان ایران. شغل مردم آن بر پایه کشاورزی و دامپروری می‌باشد. این روستا دارای آب و هوای دلپذیر و چشمه های فراوان می‌باشد.
در زمان های دورتر این روستا به عنوان یکی از مراکز اصلی بخش میربگ به حساب می‌آمده است اما با کم توجهی مسئولان بسیاری از مردم آن مهاجرت کردند و جمعیت آن کاهش یافته است.

## جمعیت
این روستا در دهستان میربگ شمالی قرار دارد و براساس سرشماری مرکز آمار ایران در سال ۱۳۸۵، جمعیت آن ۱۶۵ نفر (۳۳خانوار) بوده‌است.